# Henk Hemsing
Henri Christiaan (Henk) Hemsing (Amsterdam, 20 september 1891 – Hilversum, 1 april 1971) was een internationale schoonspringer uit Nederland, die namens Nederland deelnam aan de Olympische Spelen van Parijs (1924).
Daar reikte Hemsing tot de achtste plaats vanaf de één- en drie meterplank op het onderdeel vrije sprongen. Uitgeschakeld werd hij op de vijf- en de tien meterplank, bij zowel de verplichte als de vrije sprong. Hemsing overleed in 1971, op 79-jarige leeftijd.